# جونگ سون-بوک
جونگ سون-بوک (انگلیسی: Jeung Soon-bok؛ زادهٔ ۹ اوت ۱۹۶۰) بازیکن هندبال اهل کره جنوبی بود.
از افتخارات وی میتوان به کسب مدال نقره در بازی‌های المپیک تابستانی ۱۹۸۴ اشاره کرد.